# Persone di nome Antonio/Poeti
| Questa pagina contiene informazioni ricavate automaticamente dalle voci biografiche con l'ausilio del template Bio e di un bot. L'aggiornamento è periodico e automatico e ricostruisce completamente la pagina. Se manca una persona in questa lista, sei pregato di non aggiungerla, ma accertati piuttosto che la sua voce biografica contenga il template Bio e che i dati anagrafici siano correttamente compilati. Se il template Bio manca, inseriscilo tu stesso o, in alternativa, metti l'avviso {{tmp\|Bio}} che ne segnala la mancanza. Se i dati riportati sono sbagliati, correggi direttamente la voce biografica; le modifiche saranno visibili in questa lista entro pochi giorni. Per chiarimenti vedi il progetto antroponimi. La lista contiene solo le 51 persone che sono citate nell'enciclopedia e per le quali è stato implementato correttamente il template Bio. Pagina aggiornata al 22 gen 2025. |

Questa è una lista di persone presenti nell'enciclopedia che hanno il nome Antonio e sono poeti.

## A(4)
- Antonio Adrario, poeta dalmata (Cherso - Cherso, † 1597)
- Antonio Alamanni, poeta italiano (Firenze, n. 1464 - Firenze, † 1528)
- Antonio da Tempo, poeta e metricologo italiano (Padova - † 1339)
- Antonio Fileremo Fregoso, poeta italiano (Carrara)

## B(10)
- Antonio Baratella, poeta italiano (Loreggia - Feltre, † 1448)
- Antonio Barbieri, poeta italiano (Frasso Telesino, n. 1859 - Napoli, † 1931)
- Antonio Basso, poeta italiano (Napoli, n. 1605 - Napoli, † 1648)
- Antonio Beccadelli, poeta, storico e scrittore italiano (Palermo, n. 1394 - Napoli, † 1471)
- Antonio Beccari, poeta italiano (Ferrara, n. 1315 - Ferrara)
- Antonio Bodrero, poeta e politico italiano (Frassino, n. 1921 - Cuneo, † 1999)
- Antonio Brocardo, poeta italiano († 1531)
- Antonio Brognoli, poeta e storico italiano (Brescia, n. 1723 - Brescia, † 1807)
- Antonio Bruni, poeta italiano (Manduria, n. 1593 - Roma, † 1635)
- Antonio Bruno, poeta e letterato italiano (Biancavilla, n. 1891 - Catania, † 1932)

## C(8)
- Antonio Cammelli, poeta italiano (Pistoia, n. 1436 - Ferrara, † 1502)
- Antonio Candido, poeta, saggista e critico letterario brasiliano (Rio de Janeiro, n. 1918 - San Paolo, † 2017)
- Antonio Caraccio, poeta italiano (Nardò, n. 1630 - Roma, † 1702)
- Antonio Cerruti, poeta italiano (Borgo Ticino, n. 1506)
- Antonio Cisneros, poeta peruviano (Lima, n. 1942 - Lima, † 2012)
- Antonio Colinas, poeta, romanziere e traduttore spagnolo (La Bañeza, n. 1946)
- Antonio Cubeddu, poeta italiano (Ozieri, n. 1863 - Roma, † 1954)
- Antonio Andrea Cucca, poeta italiano (Ossi, n. 1870 - Ossi, † 1945)

## D(1)
- Antonio Donadio, poeta, pubblicista e critico letterario italiano (Cava de' Tirreni, n. 1949)

## F(2)
- Antonio Farina, poeta italiano (Santa Vittoria, n. 1865 - Bortigiadas, † 1944)
- Antonio Fineschi da Radda, poeta e drammaturgo italiano (n. 1634 - Firenze, † 1698)

## G(6)
- Antonio Gala, poeta, scrittore e drammaturgo spagnolo (Brazatortas, n. 1930 - Cordova, † 2023)
- Antonio Galli, poeta italiano (Urbino, n. 1510 - Urbino, † 1561)
- Antonio Gamberi, poeta e scrittore italiano (Grosseto, n. 1864 - La Louvière, † 1953)
- Antonio Gamoneda, poeta spagnolo (Oviedo, n. 1931)
- Antonio Guadagnoli, poeta e letterato italiano (Arezzo, n. 1798 - Cortona, † 1858)
- Tonino Guerra, poeta, scrittore e sceneggiatore italiano (Santarcangelo di Romagna, n. 1920 - Santarcangelo di Romagna, † 2012)

## L(2)
- Antonio Landi, poeta, letterato e drammaturgo italiano (Livorno, n. 1725 - Berlino, † 1783)
- Antonio Lotierzo, poeta, scrittore e saggista italiano (Marsico Nuovo, n. 1950)

## M(4)
- Antonio Machado, poeta e scrittore spagnolo (Siviglia, n. 1875 - Collioure, † 1939)
- Antonio Mira de Amescua, poeta e drammaturgo spagnolo (Guadix - † 1644)
- Antonio Mura, poeta e scrittore italiano (Nuoro, n. 1926 - Bologna, † 1975)
- Antonio Muscettola, poeta italiano (Napoli, n. 1628 - Molinara, † 1679)

## P(2)
- Antonio Picozzi, poeta, scrittore e patriota italiano (Milano, n. 1824 - Milano, † 1893)
- Antonio Pucci, poeta italiano (Firenze - Firenze, † 1388)

## R(4)
- Antonio Riccardi, poeta, scrittore e critico letterario italiano (Parma, n. 1962)
- Antonio Ricci, poeta e scrittore italiano (Guardiagrele, n. 1952 - Roma, † 1987)
- Antonio Ricciardi, poeta italiano (Loano, n. 1606 - Loano)
- Antonio Rinaldi, poeta e giornalista italiano (Potenza, n. 1914 - Firenze, † 1982)

## S(3)
- Antonio Santori, poeta e saggista italiano (Montréal, n. 1961 - Civitanova Marche, † 2007)
- Antonio Scaglia, poeta, scrittore e commediografo italiano (Storo, n. 1908 - Storo, † 1994)
- Antonio Seccareccia, poeta e scrittore italiano (Galluccio, n. 1920 - Frascati, † 1997)

## T(2)
- Antonio Tebaldeo, poeta italiano (Ferrara, n. 1462 - Roma, † 1537)
- Antonio Terminio, poeta e storico italiano (Contursi, n. 1529 - Genova, † 1581)

## V(2)
- Antonio Veneziani, poeta, scrittore e curatore editoriale italiano (Lugagnano Val d'Arda, n. 1949)
- Antonio Veneziano, poeta italiano (Monreale, n. 1543 - Palermo, † 1593)

## Z(1)
- Antonio Zardo, poeta, critico letterario e traduttore italiano (Padova, n. 1850 - Firenze, † 1943)